# Adesmia minor
Adesmia minor es una especie de planta floral del género Adesmia, categorizada en la tribu Dalbergieae, de la familia Fabaceae.

## Distribución
Especie nativa de Argentina y Chile. Crece en el bioma subártico.

## Taxonomía
Fue descrita por (Hook. & Arn.) Burkart y publicada en Darwiniana 12: 131 (1960).